# Wydział Sztuki i Nauk o Edukacji Uniwersytetu Śląskiego
Wydział Sztuki i Nauk o Edukacji powstał 1 października 2019 roku, w wyniku zmian strukturalnych obejmujących Uniwersytet Śląski w Katowicach. Jako jeden z ośmiu wydziałów UŚ ma charakter interdyscyplinarny i skupia przedstawicieli nauk społecznych i humanistycznych oraz środowisk artystycznych-muzycznego i sztuk plastycznych. Zainteresowania badawcze i działalność artystyczna określają prowadzoną na Wydziale dydaktykę, co oznacza, że studenci nie tylko zdobywają wiedzę teoretyczną w zakresie danych dyscyplin, ale również poznają ich praktyczny wymiar. Szeroko zakrojona współpraca z otoczeniem pozwala na podnoszenie kompetencji zawodowych pracowników i studentów oraz budowanie kapitału społecznego w regionie.
Wydział Sztuki i Nauk o Edukacji jest jednostką interdyscyplinarną. W jego ramach znajdują się 2 instytuty. Aktualnie (rok 2019) zatrudnionych jest 187 pracowników naukowo-dydaktycznych (w tym 19 z tytułem naukowym profesora oraz 69 doktorów habilitowanych, 70 doktorów i 29 magistrów). Ponadto Wydział współpracuje również z emerytowanymi profesorami. Według stanu na 2019 rok na wydziale studiuje ponad 1000 studentów i 40 doktorantów, odbywających studia doktoranckie w ramach Szkoły Doktorskiej. Na Wydziale Sztuki i Nauk o Edukacji funkcjonują dwa kierunki studiów doktoranckich: w zakresie sztuk pięknych w Instytucie Sztuk Plastycznych, których kierowniczką jest dr hab. Joanna Wowrzeczka, oraz pedagogika w Instytucie Pedagogiki, których kierowniczką jest dr hab. Urszula Szuścik.
Wszystkie kierunki i specjalności oferowane na Wydziale Sztuki i Nauk o Edukacji są zgodne z programami nauczania i są realizowane w systemie punktowym ECTS, co umożliwia studentom uczestnictwo w wymianach międzynarodowych i studiach zagranicznych, a także poszukiwanie pracy za granicą.
Wydział Sztuki i Nauk o Edukacji mieści się w Cieszynie, jako kampus Uniwersytetu Śląskiego w Katowicach, na osiedlu Podgórze przy ulicy Bielskiej.

## Historia
Wydział kontynuuje tradycje swoich poprzedników, związane przede wszystkim z kształceniem nauczycieli. W 1911 roku powstało Polskie Męskie Seminarium Nauczycielskie, założone przez Macierz Szkolną dla Księstwa Cieszyńskiego, które ulokowano w wówczas nowo powstałym gmachu, będącym do dziś centralnym obiektem kampusu. W 1971 roku, wykorzystując sześćdziesięcioletnie tradycje Seminarium, utworzono Wyższe Studium Nauczycielskie – jako Filię Uniwersytetu Śląskiego w Katowicach – które rozwijało edukację w zakresie filologii polskiej, historii, wychowania obywatelskiego, nauczania początkowego i wychowania muzycznego.
W 1977 roku Filia, zachowując swój dotychczasowy status, została przekształcona w Wydział Pedagogiczno-Artystyczny, co było zgodne z ówczesnym potencjałem kadry akademickiej. W 2002 roku dokonano reorganizacji Uniwersytetu Śląskiego w Katowicach, w której wyniku zostało powołanych dwanaście wydziałów, w tym dwa pozamiejscowe w Cieszynie – Wydział Etnologii i Nauk o Edukacji oraz Wydział Artystyczny. Taka struktura obowiązywała do 30 września 2019 roku.

## Poczet dziekanów
1. dr hab. Krzysztof Marek Bąk, prof. UŚ (2019–2023)
2. dr hab. Katarzyna Marcol, prof. UŚ (od 2023)

## Władze wydziału
Od roku akademickiego 2022/2023:
| Stanowisko                                       | Imię i nazwisko                      |
| ------------------------------------------------ | ------------------------------------ |
| Dziekan                                          | dr hab. Katarzyna Marcol, prof. UŚ   |
| Prodziekan ds. nauki i twórczości artystycznej   | dr hab. Magdalena Szyndler, prof. UŚ |
| Prodziekan ds. kształcenia i studenckich         | dr Ilona Fajfer-Kruczek              |
| Prodziekan ds. rozwoju i współpracy z otoczeniem | dr hab. Natalia Pawlus, prof. UŚ     |

## Struktura organizacyjna

### Instytuty wewnętrzne
| Instytut                    | Dyrektor                             |
| --------------------------- | ------------------------------------ |
| Instytut Sztuk Muzycznych   | dr hab. Magdalena Szyndler, prof. UŚ |
| Instytut Sztuk Plastycznych | dr hab. Stefan Lechwar, prof. UŚ     |

### Instytuty zewnętrzne
| Instytut                                         | Dyrektor                          |
| ------------------------------------------------ | --------------------------------- |
| Instytut Nauk o Kulturze (Wydział Humanistyczny) | dr hab. Beata Gontarz, prof. UŚ   |
| Instytut Nauk o Sztuce (Wydział Humanistyczny)   | dr hab. Bogumiła Mika, prof. UŚ   |
| Instytut Pedagogiki (Wydział Nauk Społecznych)   | dr hab. Irena Polewczyk, prof. UŚ |

## Kierunki kształcenia
Dostępne kierunki:
Instytut Sztuk Plastycznych:
- Grafika
- Edukacja artystyczna w zakresie sztuk plastycznych
- Projektowanie gier i przestrzeni wirtualnej

Instytut Sztuk Muzycznych:
- Edukacja artystyczna w zakresie sztuki muzycznej
- Muzyka w multimediach

Instytut Pedagogiki:
- Pedagogika
- Pedagogika przedszkolna i wczesnoszkolna
- Pedagogika specjalna

Instytut Nauk o Kulturze:
- Etnologia i antropologia kulturowa
- Animacja społeczno-kulturalna z edukacją kulturalną
- Edukacja kulturalna

W Instytucie Sztuk Plastycznych na Wydziale Sztuki i Nauk o Edukacji przeprowadzane są także przewody doktorskie oraz postępowania habilitacyjne w dziedzinie sztuki w dyscyplinie sztuki plastyczne i konserwacja dzieł sztuki.

## Siedziba
Siedziba mieści się w budynku powstałym w 1911 roku jako gmach Polskiego Męskiego Seminarium Nauczycielskiego (założonego przez Macierz Szkolną dla Księstwa Cieszyńskiego w 1904 roku).